# Edu Bedia
Eduardo Bedia Peláez (* 23. März 1989 in Santander), genannt Edu Bedia, ist ein spanischer Fußballspieler, der bei Real Saragossa unter Vertrag steht.

## Karriere
Bedia begann seine fußballerische Karriere in seiner Heimatstadt bei Racing Santander. 2011 war er ein halbes Jahr an UD Salamanca ausgeliehen. In der Spielzeit 2012/13 stand er bei Hércules Alicante unter Vertrag. In der darauffolgenden Saison spielte Bedia für die zweite Mannschaft des FC Barcelona.
Im Juni 2014 wechselte Bedia, wie auch seine Teamkollegen Rodri und Ilie Sánchez, zum TSV 1860 München und unterschrieb dort einen Drei-Jahres-Vertrag. Nach nur einer Saison wechselte er jedoch zurück nach Spanien zum Zweitligisten Real Oviedo.